# جيريمي دي ليون
جيريمي أندريه دي ليون رودريغيز (مواليد 18 مارس 2004) هو لاعب كرة قدم بورتوريكي يلعب كمهاجم لنادي ريال مدريد كاستيا الإسباني.

## المسيرة مع الأندية

### كاستيون
في شبابه، لعب دي ليون لفريق هيسبانيا المحلي. في سن التاسعة، دُعي لخوض تجربة مع نادي إشبيلية. في سن العاشرة في أبريل 2014، دُعي إلى إسبانيا للمشاركة في تجربة ودورة شباب مع نادي مالقا وفترة تدريب ثانية مع إشبيلية. أثناء لعبه في كأس شيفيلد عام 2019، اُكتشف من قبل الأكاديمية الدولية للتنمية في فالنسيا وانتقل هو وأسرته إلى إسبانيا للانضمام إلى النادي في صيف 2020.
في شتاء 2021–22 انضم إلى فريق الشباب لنادي كاستييون. بعد أن كان هداف الفريق بـ 23 هدفًا في 13 مباراة في دوري تحت 19 عامًا، جذب اللاعب اهتمام أندية الدوري الإسباني برشلونة، ألميريا، وإشبيلية في 2022. بعد فترة وجيزة، رُبط بشائعات انتقاله إلى ريال مدريد، أتلتيكو مدريد، وريال بيتيس. على الرغم من الاهتمام، وقع دي ليون عقده الاحترافي الأول مع كاستيون في مايو 2022، وهو عقد لمدة عامين يجعله يبقى في النادي حتى عام 2024. وظهر لأول مرة مع النادي في نفس الشهر ضد نادي فياريال ب. في الشهر التالي، كان نادي فالنسيا يتفاوض حول إمكانية إعارة اللاعب.

### ريال مدريد كاستيا
في 24 يناير 2024، أعلن نادي كاستيون رسميًا عن انتقال دي ليون إلى نادي ريال مدريد. كان ظهوره الأول مع ريال مدريد كاستيا في 28 يناير ضد ليناريس ديبورتيفو. في 18 مايو، سجل دي ليون هدفه الأول لفريق ريال مدريد كاستيا ضد إنترسيتي.

## المسيرة الدولية
على مستوى الشباب، مثل دي ليون بورتوريكو في تصفيات بطولة الكونكاكاف تحت 20 سنة 2022. سجل هدفين ضد برمودا في المباراة النهائية لمرحلة المجموعات، وهي المباراة التي انتهت بفوز حسم التأهل لبورتوريكو إلى الكونكاكاف تحت 20 سنة. في نفس العام، اُختير تمثيل بورتوريكو في بطولة اتحاد أمريكا الوسطى لكرة القدم تحت 19 سنة 2022 في بليز. سجل هدفين في تعادل 3-3 مع بنما.
اُستدعي دي ليون أول استدعاء له للمنتخب البورتوريكي الأول في صيف 2022 للمشاركة في مباريات دوري الأمم الكونكاكاف 2022–23.